# Oxyopes sushilae
Oxyopes sushilae là một loài nhện trong họ Oxyopidae.
Loài này thuộc chi Oxyopes. Oxyopes sushilae được Benoy Krishna Tikader miêu tả năm 1965.